# Fußball-Asienmeisterschaft 2024/Statistik
Dieser Artikel gibt einen Überblick über die Rekorde und Statistiken zur Fußball-Asienmeisterschaft 2024.

## Tore

### Torschützen
| Rang | Nat                          | Spieler                | Tore | Vorlagen | Spielminuten |
| ---- | ---------------------------- | ---------------------- | ---- | -------- | ------------ |
| 01   | Katar                        | Akram Afif             | 8    | 3        | 596          |
| 02   | Irak                         | Ayman Hussein          | 6    | 0        | 197          |
| 03   | Jordanien                    | Yazan al-Naimat        | 4    | 2        | 579          |
| 04   | Japan                        | Ayase Ueda             | 4    | 0        | 334          |
| 05   | Jordanien                    | Musa al-Taamari        | 3    | 1        | 538          |
| 06   | Korea Sud                    | Lee Kang-in            | 3    | 1        | 600          |
| 07   | Palastina Autonomiegebiete   | Oday Dabbagh           | 3    | 0        | 290          |
| 08   | Katar                        | Hassan al-Haydos       | 3    | 0        | 307          |
| 09   | Iran                         | Mehdi Taremi           | 3    | 0        | 437          |
| 10   | Korea Sud                    | Son Heung-min          | 3    | 0        | 600          |
| 11   | Iran                         | Sardar Azmoun          | 2    | 3        | 402          |
| 12   | Katar                        | Almoez Abdulla         | 2    | 2        | 558          |
| 13   | Australien                   | Craig Goodwin          | 2    | 1        | 148          |
| 14   | Japan                        | Takumi Minamino        | 2    | 1        | 240          |
| 15   | Thailand                     | Supachai Chaided       | 2    | 1        | 274          |
| 16   | Iran                         | Alireza Jahanbakhsh    | 2    | 1        | 448          |
| 17   | Syrien                       | Omar Khribin           | 2    | 0        | 177          |
| 18   | Vereinigte Arabische Emirate | Sultan Adil            | 2    | 0        | 180          |
| 19   | Usbekistan                   | Azizbek Turgʻunboyev   | 2    | 0        | 231          |
| 20   | Iran                         | Mehdi Ghayedi          | 2    | 0        | 240          |
| 21   | Vereinigte Arabische Emirate | Yahya al-Ghassani      | 2    | 0        | 267          |
| 22   | Australien                   | Martin Boyle           | 2    | 0        | 395          |
|      | Usbekistan                   | Abbosbek Fayzullayev   | 2    | 0        | 395          |
| 24   | Jordanien                    | Mahmoud al-Mardi       | 2    | 0        | 449          |
| 25   | Australien                   | Jackson Irvine         | 2    | 0        | 480          |
| 26   | Japan                        | Takefusa Kubo          | 1    | 1        | 284          |
| 27   | Japan                        | Ritsu Dōan             | 1    | 1        | 312          |
| 28   | Bahrain                      | Ali Madan              | 1    | 1        | 324          |
| 29   | Jordanien                    | Nizar al-Rashdan       | 1    | 1        | 421          |
| 30   | Japan                        | Wataru Endō            | 1    | 1        | 450          |
| 31   | Korea Sud                    | Hwang In-beom          | 1    | 1        | 513          |
| 32   | Malaysia                     | Romel Morales          | 1    | 0        | 078          |
| 33   | Tadschikistan                | Nuriddin Hamroqulow    | 1    | 0        | 080          |
| 34   | Saudi-Arabien                | Faisal al-Ghamdi       | 1    | 0        | 084          |
| 35   | Usbekistan                   | Sherzod Nasrullayev    | 1    | 0        | 090          |
| 36   | Iran                         | Karim Ansarifard       | 1    | 0        | 100          |
| 37   | Vietnam                      | Nguyễn Đình Bắc        | 1    | 0        | 109          |
| 38   | Vietnam                      | Nguyễn Quang Hải       | 1    | 0        | 110          |
| 39   | Usbekistan                   | Igor Sergeyev          | 1    | 0        | 128          |
| 40   | Irak                         | Mohanad Ali            | 1    | 0        | 132          |
| 41   | Bahrain                      | Abdulla al-Hashash     | 1    | 0        | 134          |
| 42   | Vietnam                      | Phạm Tuấn Hải          | 1    | 0        | 135          |
| 43   | Kirgisistan                  | Joel Kojo              | 1    | 0        | 159          |
|      | Indonesien                   | Asnawi Mangkualam      | 1    | 0        | 159          |
| 45   | Saudi-Arabien                | Abdulrahman Ghareeb    | 1    | 0        | 167          |
|      | Korea Sud                    | Jeong Woo-yeong        | 1    | 0        | 167          |
| 47   | Saudi-Arabien                | Abdullah Radif         | 1    | 0        | 192          |
| 48   | Japan                        | Keito Nakamura         | 1    | 0        | 200          |
| 49   | Hongkong                     | Chan Siu Kwan          | 1    | 0        | 207          |
| 50   | Malaysia                     | Arif Aiman Hanapi      | 1    | 0        | 222          |
| 51   | Thailand                     | Supachok Sarachat      | 1    | 0        | 223          |
| 52   | Oman                         | Muhsen al-Ghassani     | 1    | 0        | 230          |
| 53   | Bahrain                      | Abdulla Yusuf Helal    | 1    | 0        | 239          |
| 54   | Irak                         | Osama Rashid           | 1    | 0        | 245          |
| 55   | Vereinigte Arabische Emirate | Khalifa al-Hammadi     | 1    | 0        | 247          |
| 56   | Malaysia                     | Faisal Halim           | 1    | 0        | 248          |
| 57   | Libanon                      | Bassel Jradi           | 1    | 0        | 252          |
|      | Irak                         | Saad Natiq             | 1    | 0        | 252          |
| 59   | Oman                         | Salaah al-Yahyaei      | 1    | 0        | 258          |
| 60   | Vereinigte Arabische Emirate | Zayed Sultan           | 1    | 0        | 264          |
| 61   | Vietnam                      | Bùi Hoàng Việt Anh     | 1    | 0        | 270          |
| 62   | Irak                         | Rebin Sulaka           | 1    | 0        | 272          |
|      | Indonesien                   | Sandy Walsh            | 1    | 0        | 272          |
| 64   | Korea Sud                    | Hwang Hee-chan         | 1    | 0        | 281          |
| 65   | Iran                         | Mohammad Mohebi        | 1    | 0        | 285          |
| 66   | Japan                        | Hidemasa Morita        | 1    | 0        | 295          |
| 67   | Palastina Autonomiegebiete   | Zaid Qunbar            | 1    | 0        | 297          |
| 68   | Australien                   | Jordan Bos             | 1    | 0        | 299          |
| 69   | Saudi-Arabien                | Mohamed Kanno          | 1    | 0        | 304          |
| 70   | Palastina Autonomiegebiete   | Tamer Seyam            | 1    | 0        | 314          |
| 71   | Indonesien                   | Marselino Ferdinan     | 1    | 0        | 360          |
| 72   | Korea Sud                    | Cho Gue-sung           | 1    | 0        | 362          |
| 73   | Saudi-Arabien                | Ali al-Bulaihi         | 1    | 0        | 390          |
| 74   | Iran                         | Shoja Khalilzadeh      | 1    | 0        | 434          |
| 75   | Tadschikistan                | Parwisdschon Umarbajew | 1    | 0        | 437          |
| 76   | Katar                        | Jassem Gaber           | 1    | 0        | 448          |
| 77   | Usbekistan                   | Odiljon Hamrobekov     | 1    | 0        | 473          |
| 78   | Tadschikistan                | Wahdat Hanonow         | 1    | 0        | 480          |
|      | Australien                   | Harry Souttar          | 1    | 0        | 480          |
| 80   | Jordanien                    | Yazan al-Arab          | 1    | 0        | 540          |

### Eigentore
- Bader Nasser im Gruppenspiel gegen Palästina zum 1:1-Endstand.
- Park Yong-woo im Gruppenspiel gegen Jordanien zum 1:1 (Endstand: 2:2).
- Yazan al-Arab im Gruppenspiel gegen Südkorea zum 2:2-Endstand.
- Justin Hubner im Gruppenspiel gegen Japan zum 0:3 (Endstand: 1:3).
- Elkan Baggott im Achtelfinale gegen Australien zum 0:1 (Endstand: 0:4).
- Ayase Ueda im Achtelfinale gegen Bahrain zum 2:1 (Endstand: 3:1).
- Wahdat Hanonow im Viertelfinale gegen Jordanien zum 0:1-Endstand.

### Verschossene Strafstöße
Im Spielverlauf zugestandene Strafstöße, die nicht verwandelt wurden.
- Tamer Seyam im Gruppenspiel gegen die Vereinigten Arabischen Emirate.
- Yahya al-Ghassani im Gruppenspiel gegen den Iran.
- Everton Camargo im Gruppenspiel gegen Palästina.
- Ayman Hussein im Gruppenspiel gegen Vietnam.
- Abdullah Radif im Gruppenspiel gegen Thailand.

### Besondere Tore
- Erster Torschütze: Akram Afif (Katar) in der 45. Minute des Eröffnungsspiels.
- Letzter Torschütze: Akram Afif (Katar) per Foulelfmeter in der fünften Minute der Nachspielzeit der zweiten Hälfte des Endspiels.
- Erstes Eigentor: Bader Nasser (Ver. Arab. Emirate) in der 50. Minute im Gruppenspiel gegen Palästina.
- Erstes Elfmetertor: Sultan Adil (Ver. Arab. Emirate) in der 35. Minute im Gruppenspiel gegen Hongkong.
- Erster verschossener Elfmeter: Tamer Seyam (Palästina) in der 39. Minute im Gruppenspiel gegen die Vereinigten Arabischen Emirate.
- Frühestes Tor: Karim Ansarifard (Iran) in der 2. Minute im Gruppenspiel gegen Palästina.
- Spätestes Tor in der regulären Spielzeit: Romel Morales (Malaysia) in der 15. Minute der Nachspielzeit der zweiten Hälfte im Gruppenspiel gegen Südkorea.
- Schnellstes Tor nach Einwechslung: Abdullah Radif (Saudi-Arabien) in der 46. Minute, 33 Sekunden nach der Einwechslung zum 1:0 im Achtelfinale gegen Südkorea.
- Schnellste Ausgleichstore: Jeweils nach fünf Minuten Nguyễn Đình Bắc in der 16. Minute zum 1:1 im Gruppenspiel gegen Japan und Rebin Sulaka (Irak) in der 47. Minute zum 1:1 im Gruppenspiel gegen Vietnam.
- Die meisten Tore in einem Spiel: Insgesamt schaffen elf Spieler jeweils zwei Toren. Ayman Hussein (Irak) gelang dies in den Gruppenspielen gegen Japan und Vietnam als Einziger zweimal.
- Torreichste Spiele: Japan gegen Vietnam in der Gruppe C und Südkorea gegen Malaysia in der Gruppe E mit jeweils sechs Toren.
- 100. Tor des Turniers: Hassan al-Haydos (Katar) im Achtelfinalspiel gegen Palästina.

## Spieler
| Mannschaft         | Durchschnittsalter |
| ------------------ | ------------------ |
| Indonesien         | 24,04              |
| Tadschikistan      | 24,19              |
| Kirgisistan        | 24,50              |
| Ver. Arab. Emirate | 24,54              |
| Vietnam            | 24,65              |
| Irak               | 25,50              |
| Japan              | 25,73              |
| Usbekistan         | 25,92              |
| Saudi-Arabien      | 26,23              |
| Australien         | 26,62              |
| Palästina          | 26,77              |
| Indien             | 26,81              |
| Jordanien          | 27,35              |
| Hongkong           | 27,42              |
| Oman               | 27,50              |
| Südkorea           | 27,54              |
| Bahrain            | 27,65              |
| Katar              | 27,73              |
| Syrien             | 27,85              |
| Thailand           | 28,00              |
| Malaysia           | 28,15              |
| China              | 28,65              |
| Iran               | 29,00              |
| Libanon            | 29,31              |

### Alter
Das Diagramm rechts gruppiert die {\displaystyle 24\cdot 26=624} Spieler nach ihrem Jahrgang. Links sind die 24 Kader mit ihrem Durchschnittsalter am 12. Januar 2024, dem Beginn der Asienmeisterschaft, aufgelistet. Die indonesische Mannschaft war mit einem Durchschnittsalter von 23,88 Jahren die jüngste, während der Libanon mit einem fünfeinhalb Jahre älteren Kader antrat und damit die älteste war.
- Ältester Spieler der Endrunde war mit 39 Jahren und 267 Tagen der Thailänder Siwarak Tedsungnoen, der am 20. April 1984 geboren wurde.
- Ältester Feldspieler war der Inder Sunil Chhetri (* 3. August 1984), beim ersten Spiel am 12. Januar 2024 39 Jahre und 162 Tage alt.
- Jüngster Spieler war der saudi-arabische Stürmer Talal Haji (* 16. September 2007), der beim ersten Spiel am 16. Januar 2024 16 Jahre und 122 Tage alt war.
- Alaa al-Dali und Zhang Yuning lagen bezogen auf das Alter dem Median am nächsten. Es traten also 311 Spieler, die älter als beide waren, und auch 311 Spieler, die jünger als beide waren, bei der Asienmeisterschaft an. Die beiden Spieler wurden am 3. bzw. 5. Januar 1997 geboren.
- Das Durchschnittsalter aller 624 Spieler lag am 12. Januar 2024 bei 26,75 Jahren. Damit lag die palästinensische Mannschaft dem Schnitt am nächsten. Der vietnamesische Mittelfeldspieler Nguyễn Quang Hải hatte genau das Durchschnittsalter aller Spieler.

### Weiteres
An der Endrunde nahmen fünf Brüderpaare teil:
- Kirgisistan: Kimi und Kai Merk.
- Palästina: Zaid und Shehab Qunbar sowie Baraa und Oday Kharoub
- Saudi-Arabien: Nasser und Salem al-Dawsari.
- Thailand: Suphanat Mueanta und Supachok Sarachat.

Mit Indien, Katar, Saudi-Arabien, den Vereinigten Arabischen Emiraten und Vietnam hatten insgesamt fünf Mannschaften ausschließlich Spieler aus den heimischen Ligen nominiert. Die meisten Spieler aus ausländischen Ligen standen im Kader der australischen (22), der japanischen (21) und der syrischen (18) Mannschaft.
Die 624 Spieler standen bei insgesamt 293 verschiedenen Vereinen in 60 Ländern aus fünf der sechs Kontinentalverbände unter Vertrag. Nach der AFC stellte die UEFA mit 116 Spielern den größten Anteil. Die meisten Spieler stellte der malaysische Verein Johor Darul Ta’zim FC (14), gefolgt vom al-Sadd SC (11), al-Riffa SC, al Ahed und dem FC Istiklol (je 10).
Die meisten Spieler standen in katarischen Ligen unter Vertrag (33), gefolgt von den emiratischen (31) und den saudi-arabischen Ligen (30). Von den nicht teilnehmenden Ländern waren die englischen Ligen mit 19 Spielern und die deutschen Ligen mit 12 Spielern am stärksten vertreten.

## Trainer
- Nur 3 der 24 Mannschaften wurden von einheimischen Trainern betreut. Diese waren: Australien, der Iran und Japan.
- Je zwei Trainer stammten aus Argentinien, Japan, Spanien und Südkorea. Die Trainer Chinas, Indiens, des Libanons, des Omans, Tadschikistans und Usbekistans wurden im ehemaligen Jugoslawien geboren, der Trainer von Kirgisistan in der ehemaligen Tschechoslowakei.
- Drei Länder traten wieder mit demselben Cheftrainer wie schon 2019 an: Australien mit Graham Arnold, Japan mit Hajime Moriyasu und der Libanon mit Miodrag Radulović. Dazu war Amir Ghalenoei bereits Trainer des Irans beim Turnier 2007 und Arnold Trainers Australiens beim Turnier 2011.
- Zwei Trainer nahmen bereits früher mit zwei anderen Mannschaften teil: Philippe Troussier 2000 mit Japan und 2004 mit Katar sowie Srečko Katanec 2011 mit den Vereinigten Arabischen Emiraten und 2019 mit dem Irak.
- Vier weitere Trainer nahmen mit einer anderen Mannschaften teil: Branko Ivanković 2004 mit dem Iran, Paulo Bento 2019 mit Südkorea, Juan Antonio Pizzi im selben Jahr mit Saudi-Arabien sowie Héctor Cúper ebenfalls 2019 mit Usbekistan.
- Ältester Trainer war Branko Ivanković, der beim letzten Gruppenspiel des Omans 69 Jahre und 331 Tage alt war.
- Jüngster Trainer war Jesús Casas, der beim ersten Spiel des Iraks 50 Jahre und 84 Tage alt war.
- Die meisten Endrundenspiele als Trainer vor Beginn der Asienmeisterschaft: Graham Arnold und Philippe Troussier mit jeweils 9.

## Karten

### Wissenswertes
- Erste Gelbe Karte: Mohamad Haidar (Libanon) in der 51. Minute des Eröffnungsspiels.
- Schnellste Gelbe Karte: Jeweils in der 2. Minute Elkan Baggott (Indonesien) im Gruppenspiel gegen den Irak und Rahul Bheke (Indien) im Gruppenspiel gegen Syrien.
- Erste Gelb-Rote Karte: Lê Phạm Thành Long (Vietnam) in der ersten Minute der Nachspielzeit der zweiten Hälfte im Spiel gegen Indonesien.
- Erste Rote Karte: Amadonij Kamolow (Tadschikistan) in der 81. Minute im Gruppenspiel gegen Katar.

### Sperren auf Grund von Karten
Erhielt ein Spieler oder Trainer im Laufe des Turniers zum zweiten Mal eine Gelbe Karte, war er im darauf folgenden Spiel gesperrt. Einzelne Gelbe Karten wurden nach dem Viertelfinale gestrichen. Nach Erhalt einer Gelb-Roten Karte war er für das nächste Spiel gesperrt. Bei einer Roten Karte war er ebenfalls automatisch für die folgende Partie gesperrt, wobei die Disziplinarkommission eine höhere Strafe aussprechen konnte.
| Spieler/Trainer        | Karten                                                               | Sperre im Spiel                                                                                    |
| ---------------------- | -------------------------------------------------------------------- | -------------------------------------------------------------------------------------------------- |
| Amadonij Kamolow       | in Gruppe A gegen Katar                                              | Gruppe A gegen den Libanon Achtelfinale gegen die Ver. Arab. Emirate Viertelfinale gegen Jordanien |
| Ró-Ró                  | in Gruppe A gegen den Libanon in Gruppe A gegen Tadschikistan        | Gruppe A gegen China                                                                               |
| Paulo Bento            | in Gruppe C gegen Palästina                                          | Gruppe C gegen den Iran                                                                            |
| Khalifa al-Hammadi     | in Gruppe C gegen Palästina                                          | Gruppe C gegen den Iran                                                                            |
| Lê Phạm Thành Long     | in Gruppe D gegen Indonesien                                         | Gruppe D gegen den Irak                                                                            |
| Theerathon Bunmathan   | in Gruppe F gegen Kirgisistan in Gruppe F gegen den Oman             | Gruppe F gegen Saudi-Arabien                                                                       |
| Aisar Akmatow          | in Gruppe F gegen Saudi-Arabien                                      | Gruppe F gegen den Oman Ein Spiel der WM-Qualifikation 2026                                        |
| Kimi Merk              | in Gruppe F gegen Saudi-Arabien                                      | Gruppe F gegen den Oman Ein Spiel der WM-Qualifikation 2026                                        |
| Kassem El-Zein         | in Gruppe A gegen Tadschikistan                                      | Zwei Spiele der WM-Qualifikation 2026                                                              |
| Khuất Văn Khang        | in Gruppe D gegen den Irak                                           | Ein Spiel der WM-Qualifikation 2026                                                                |
| Hossein Kanaanizadegan | in Gruppe C gegen Palästina in Gruppe C gegen die Ver. Arab. Emirate | Achtelfinale gegen Syrien                                                                          |
| Ayman Hussein          | im Achtelfinale gegen Jordanien                                      | Ein Spiel der WM-Qualifikation 2026                                                                |
| Hamza al-Dardour       | im Achtelfinale gegen den Irak                                       | Viertelfinale gegen Tadschikistan Halbfinale gegen Südkorea Finale gegen Katar                     |
| Nizar al-Rashdan       | in Gruppe E gegen Malaysia im Achtelfinale gegen den Irak            | Viertelfinale gegen Tadschikistan                                                                  |
| Abduqodir Xusanov      | in Gruppe B gegen Syrien im Achtelfinale gegen Thailand              | Viertelfinale gegen Katar                                                                          |
| Mehdi Taremi           | im Achtelfinale gegen Syrien                                         | Viertelfinale gegen Japan                                                                          |
| Salem al-Ajalin        | in Gruppe E gegen Bahrain im Viertelfinale gegen Tadschikistan       | Halbfinale gegen Südkorea                                                                          |
| Ali Olwan              | in Gruppe E gegen Bahrain im Viertelfinale gegen Tadschikistan       | Halbfinale gegen Südkorea                                                                          |
| Kim Min-jae            | in Gruppe E gegen Bahrain im Viertelfinale gegen Australien          | Halbfinale gegen Jordanien                                                                         |
| Aiden O’Neill          | im Viertelfinale gegen Südkorea                                      | Spiele der WM-Qualifikation 2026                                                                   |
| Khalid Mazeed          | in Gruppe A gegen China im Viertelfinale gegen Usbekistan            | Halbfinale gegen den Iran                                                                          |
| Shoja Khalilzadeh      | im Halbfinale gegen Katar                                            | Spiele der WM-Qualifikation 2026                                                                   |

## Men of the Match
| Mann des Spiels           | Partie        | Mann des Spiels                | Partie     | Mann des Spiels              | Partie     |
| Spieltag 1                | Spieltag 1    | Spieltag 2                     | Spieltag 2 | Spieltag 3                   | Spieltag 3 |
| ------------------------- | ------------- | ------------------------------ | ---------- | ---------------------------- | ---------- |
| Akram Afif (QAT) (1)      | 3:0           | Bassel Jradi (LBN)             | 0:0        | Hassan al-Haydos (QAT)       | 1:0        |
| Alischer Dschalilow (TJK) | 0:0           | Akram Afif (QAT) (2)           | 0:1        | Parwisdschon Umarbajew (TJK) | 2:1        |
| Jackson Irvine (AUS) (1)  | 2:0           | Jackson Irvine (AUS) (2)       | 0:1        | Jaloliddin Masharipov (UZB)  | 1:1        |
| Ahmad Madania (SYR)       | 0:0           | Abbosbek Fayzullayev (UZB) (1) | 0:3        | Ezequiel Ham (SYR)           | 1:0        |
| Sultan Adil (ARE)         | 3:1           | Khalid Eisa (ARE)              | 1:1        | Mehdi Taremi (IRN)           | 2:1        |
| Saman Ghoddos (IRN)       | 4:1           | Ramin Rezaeian (IRN)           | 0:1        | Musab al-Battat (PSE)        | 0:3        |
| Takumi Minamino (JPN)     | 4:2           | Ayman Hussein (IRQ) (1)        | 2:1        | Ayase Ueda (JPN)             | 3:1        |
| Amir al-Ammari (IRQ)      | 1:3           | Ernando Ari (IDN)              | 0:1        | Ayman Hussein (IRQ) (2)      | 3:2        |
| Lee Kang-in (KOR)         | 3:1           | Yazan al-Naimat (JOR)          | 2:2        | Son Heung-min (KOR) (1)      | 3:3        |
| Musa al-Taamari (JOR) (1) | 0:4           | Ali Madan (BHR)                | 1:0        | Abdulla Yusuf Helal (BHR)    | 0:1        |
| Supachai Chaided (THA)    | 2:0           | Harib al-Saadi (OMN)           | 0:0        | Saranon Anuin (THA)          | 0:0        |
| Ali al-Bulaihi (SAU)      | 2:1           | Mohamed Kanno (SAU)            | 0:2        | Joel Kojo (KGZ)              | 1:1        |
| Achtelfinale              | Achtelfinale  | Martin Boyle (AUS)             | 4:0        | Wahdat Hanonow (TJK)         | 5:3 i. E.  |
| Achtelfinale              | Achtelfinale  | Nizar al-Rashdan (JOR)         | 2:3        | Akram Afif (QAT) (3)         | 2:1        |
| Achtelfinale              | Achtelfinale  | Abbosbek Fayzullayev (UZB) (2) | 2:1        | Jo Hyeon-woo (KOR)           | 2:4 i. E.  |
| Achtelfinale              | Achtelfinale  | Wataru Endō (JPN)              | 1:3        | Saeid Ezatolahi (IRN)        | 5:3 i. E.  |
| Viertelfinale             | Viertelfinale | Yazan al-Arab (JOR)            | 0:1        | Son Heung-min (KOR) (2)      | 1:2 n. V.  |
| Viertelfinale             | Viertelfinale | Mohammad Mohebi (IRN)          | 2:1        | Meshaal Barsham (QAT)        | 3:2 i. E.  |
| Halbfinale                | Halbfinale    | Musa al-Taamari (JOR) (2)      | 2:0        | Akram Afif (QAT) (4)         | 2:3        |
| Finale                    | Finale        | Akram Afif (QAT) (5)           | 1:3        |                              |            |

## Inoffizielle Gesamttabelle
Die Gesamttabelle ist vorsortiert nach der erreichten Runde und nach den Regeln zur Ermittlung der vier besten Gruppendritten. Spiele, die im Elfmeterschießen entschieden wurden, werden als Unentschieden gewertet. Von der AFC wird keine offizielle Gesamttabelle geführt.
| 1.  | Katar              | 7 | 6 | 1 | 0 | 014:500 | +9 | 19 | 16 | 0 | 0 | 16 | A1 |
| 2.  | Jordanien          | 7 | 4 | 1 | 2 | 013:800 | +5 | 13 | 18 | 0 | 0 | 18 | E3 |
| 3.  | Iran               | 6 | 4 | 1 | 1 | 012:700 | +5 | 13 | 10 | 1 | 1 | 15 | C1 |
| 4.  | Südkorea           | 6 | 2 | 3 | 1 | 011:100 | +1 | 09 | 14 | 0 | 0 | 14 | E2 |
| 5.  | Australien         | 5 | 3 | 1 | 1 | 009:300 | +6 | 10 | 07 | 0 | 1 | 10 | B1 |
| 6.  | Japan              | 5 | 3 | 0 | 2 | 012:800 | +4 | 09 | 07 | 0 | 0 | 07 | D2 |
| 7.  | Usbekistan         | 5 | 2 | 3 | 0 | 007:300 | +4 | 09 | 07 | 0 | 0 | 07 | B2 |
| 8.  | Tadschikistan      | 5 | 1 | 2 | 2 | 003:400 | −1 | 05 | 10 | 0 | 1 | 13 | A2 |
| 9.  | Irak               | 4 | 3 | 0 | 1 | 010:700 | +3 | 09 | 03 | 1 | 0 | 05 | D1 |
| 10. | Saudi-Arabien      | 4 | 2 | 2 | 0 | 005:200 | +3 | 08 | 05 | 0 | 0 | 05 | F1 |
| 11. | Bahrain            | 4 | 2 | 0 | 2 | 004:600 | −2 | 06 | 05 | 0 | 0 | 05 | E1 |
| 12. | Ver. Arab. Emirate | 4 | 1 | 2 | 1 | 006:500 | +1 | 05 | 06 | 0 | 1 | 09 | C2 |
| 13. | Thailand           | 4 | 1 | 2 | 1 | 003:200 | +1 | 05 | 04 | 0 | 0 | 04 | F2 |
| 14. | Syrien             | 4 | 1 | 2 | 1 | 002:200 | ±0 | 05 | 05 | 0 | 0 | 05 | B3 |
| 15. | Palästina          | 4 | 1 | 1 | 2 | 006:700 | −1 | 04 | 10 | 0 | 0 | 10 | C3 |
| 16. | Indonesien         | 4 | 1 | 0 | 3 | 003:100 | −7 | 03 | 11 | 0 | 0 | 11 | D3 |
| 17. | Oman               | 3 | 0 | 2 | 1 | 002:300 | −1 | 02 | 02 | 0 | 0 | 02 | F3 |
| 18. | China              | 3 | 0 | 2 | 1 | 000:100 | −1 | 02 | 02 | 0 | 0 | 02 | A3 |
| 19. | Libanon            | 3 | 0 | 1 | 2 | 001:500 | −4 | 01 | 04 | 0 | 1 | 07 | A4 |
| 20. | Kirgisistan        | 3 | 0 | 1 | 2 | 001:500 | −4 | 01 | 06 | 0 | 2 | 12 | F4 |
| 21. | Malaysia           | 3 | 0 | 1 | 2 | 003:800 | −5 | 01 | 02 | 0 | 0 | 02 | E4 |
| 22. | Vietnam            | 3 | 0 | 0 | 3 | 004:800 | −4 | 0  | 04 | 2 | 0 | 08 | D4 |
| 23. | Hongkong           | 3 | 0 | 0 | 3 | 001:700 | −6 | 0  | 06 | 0 | 0 | 06 | C4 |
| 24. | Indien             | 3 | 0 | 0 | 3 | 000:600 | −6 | 0  | 03 | 0 | 0 | 03 | B4 |

| A1                      | Platzierung in der Gruppe |
| Fair-Play-Punkte (FPP): |                           |
| Gelbe Karte             | je 1 Punkt                |
| Gelb-Rote Karte         | je 3 Punkte               |
| Rote Karte              | je 3 Punkte               |

## Zuschauerzahlen
Die 51 Spiele des Turniers verfolgten insgesamt über 1,5 Millionen Zuschauer und damit so viele wie noch nie. Pro Spiel wurde somit ein Durchschnitt von 29.565 Zuschauern erreicht. Die Auslastung der neun verwendeten Spielstätten lag bei etwas über 75 Prozent. Das Turnier verfolgten damit im Durchschnitt so viele Zuschauer, wie seit der Asienmeisterschaft 2004 in China (Durchschnitt: 31.970 Zuschauer) nicht mehr. Die meisten Zuschauer verfolgten das Finale zwischen Jordanien und den Gastgebern aus Katar (86.492 Zuschauer), die wenigsten das Spiel zwischen China und Tadschikistan in der Gruppenphase (4.001 Zuschauer).
| Stadion                       | Kapazität | Spiele | Zuschauer | pro Spiel | Auslastung | Höchste | Niedrigste |
| ----------------------------- | --------- | ------ | --------- | --------- | ---------- | ------- | ---------- |
| Lusail Iconic Stadium         | 88.000    | 02     | 0168.982  | 84.491    | 96,01 %    | 86.492  | 82.490     |
| al-Bayt Stadium               | 68.895    | 04     | 0.222.791 | 55.698    | 80,84 %    | 63.753  | 42.787     |
| Khalifa International Stadium | 45.857    | 06     | 0.211.553 | 35.259    | 76,89 %    | 42.104  | 15.586     |
| Ahmed bin Ali Stadium         | 45.032    | 07     | 0.242.797 | 34.685    | 77,02 %    | 42.850  | 16.532     |
| Education City Stadium        | 44.667    | 06     | 0.217.415 | 36.236    | 81,12 %    | 42.389  | 27.691     |
| al-Thumama Stadium            | 44.400    | 06     | 0.166.776 | 27.796    | 62,60 %    | 40.342  | 14.137     |
| al-Janoub Stadium             | 44.325    | 06     | 0.166.126 | 27.688    | 62,47 %    | 41.986  | 15.290     |
| Jassim bin Hamad Stadium      | 13.030    | 07     | 0.067.707 | 09.672    | 74,23 %    | 11.843  | 07.863     |
| Abdullah bin Khalifa Stadium  | 10.000    | 07     | 0.043.643 | 06.235    | 62,35 %    | 08.720  | 04.001     |
| Gesamt                        | Gesamt    | 51     | 1.507.790 | 29.565    | 75,26 %    |         |            |

## Auswirkungen auf die FIFA-Weltrangliste
Gegenüber der Rangliste vor dem Turnier von Ende Dezember 2023 verbesserten sich insgesamt 14 Mannschaften, während sich 10 Mannschaften verschlechterten. Gastgeber und Turniersieger Katar sowie Erstteilnehmer Tadschikistan erreichten ihre bis dato beste Platzierung überhaupt. Katar gewann mit 92,04 Punkten die meisten Punkte aller 211 gelisteten Mannschaften hinzu, während Vietnam mit 41 Punkten die meisten verlor. Bester asiatischer Nicht-Teilnehmer war Nordkorea auf Platz 116/114. Am schlechtesten platzierter Endrunden-Teilnehmer war vor und nach der Asienmeisterschaft Hongkong auf Platz 150/154.
| Mannschaft         | Dezember 2023 | Dezember 2023 | Februar 2024 | Februar 2024 | Veränderung | Veränderung | Bemerkung                                                    |
| Mannschaft         | Platz         | Punkte        | Platz        | Punkte       | Plätze      | Punkte      | Bemerkung                                                    |
| ------------------ | ------------- | ------------- | ------------ | ------------ | ----------- | ----------- | ------------------------------------------------------------ |
| Japan              | 017           | 1620,19       | 018          | 1614,33      | −01         | −05,86      |                                                              |
| Iran               | 021           | 1565,08       | 020          | 1608,23      | +01         | +43,15      |                                                              |
| Südkorea           | 023           | 1550,65       | 022          | 1566,21      | +01         | +15,56      | Beste Platzierung seit 2005                                  |
| Australien         | 025           | 1539,22       | 023          | 1554,82      | +02         | +15,60      | Beste Platzierung seit 2012                                  |
| Katar              | 058           | 1407,30       | 037          | 1499,34      | +21         | +92,04      | Beste Veränderung, höchster Punktgewinn, beste Platzierung   |
| Saudi-Arabien      | 056           | 1421,06       | 053          | 1441,40      | +03         | +20,34      |                                                              |
| Irak               | 063           | 1365,98       | 059          | 1409,44      | +04         | +43,46      | Beste Platzierung seit 2008                                  |
| Usbekistan         | 068           | 1345,26       | 066          | 1376,50      | +02         | +31,24      | Beste Platzierung seit 2017                                  |
| Ver. Arab. Emirate | 064           | 1364,46       | 069          | 1355,55      | −05         | −08,91      |                                                              |
| Jordanien          | 087           | 1272,63       | 070          | 1343,60      | +17         | +70,97      | Beste Platzierung seit 2014                                  |
| Oman               | 072           | 1324,89       | 080          | 1307,60      | −08         | −17,29      |                                                              |
| Bahrain            | 086           | 1277,29       | 082          | 1297,32      | +02         | +20,03      | Beste Platzierung seit 2010                                  |
| China              | 079           | 1299,49       | 088          | 1273,78      | −09         | −25,71      | Schlechteste Platzierung seit 2016                           |
| Syrien             | 091           | 1245,27       | 089          | 1265,51      | +02         | +20,24      |                                                              |
| Palästina          | 099           | 1217,60       | 097          | 1227,20      | +02         | +09,60      |                                                              |
| Tadschikistan      | 106           | 1195,07       | 099          | 1218,89      | +07         | +23,82      | Beste Platzierung                                            |
| Thailand           | 113           | 1176,75       | 101          | 1206,72      | +12         | +29,97      | Beste Platzierung seit 2010                                  |
| Kirgisistan        | 098           | 1224,14       | 104          | 1196,97      | −06         | −27,17      | Schlechteste Platzierung seit 2018                           |
| Vietnam            | 094           | 1235,58       | 105          | 1194,58      | −11         | −41,00      | Höchster Punktverlust, schlechteste Platzierung seit 2018    |
| Libanon            | 107           | 1192,58       | 115          | 1168,07      | −08         | −24,51      | Schlechteste Platzierung seit 2017                           |
| Indien             | 102           | 1200,80       | 117          | 1165,17      | −15         | −35,63      | Schlechteste Veränderung, schlechteste Platzierung seit 2017 |
| Malaysia           | 130           | 1122,87       | 132          | 1110,17      | −02         | −12,70      |                                                              |
| Indonesien         | 146           | 1064,01       | 142          | 1072,66      | +04         | +08,65      | Beste Platzierung seit 2011                                  |
| Hongkong           | 150           | 1042,93       | 154          | 1022,91      | −04         | −20,02      | Schlechteste Platzierung seit 2015                           |